# Ratusz w Byczynie

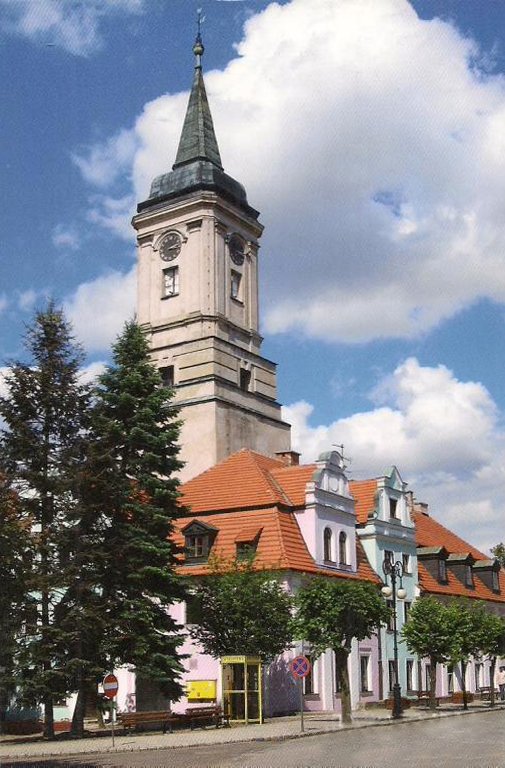
Ratusz w Byczynie

Ratusz w Byczynie – budowla powstała w roku 1766 w wyniku przebudowy poprzedniej siedziby władz miasta. W latach późniejszych ratusz był kilkakrotnie modernizowany, w czasie II wojny światowej został zniszczony, a następnie odbudowany. Obecnie jest siedzibą władz miasta, apteki i kawiarni.
Zarządzeniem wojewódzkiego konserwatora zabytków z 15 października 1951 roku wpisane do rejestru zabytków zostało:
- ratusz wraz z otaczającymi domami, nr rej.: 6/51 (338) z 15.10.1951

## Historia
Pierwszy ratusz w Byczynie istniał już w XV wieku, był on niszczony w nawiedzających miasto pożarach w latach 1719 i 1757. Obecny ratusz powstał w roku 1766 w wyniku przebudowy prowadzonej przez królewskiego inspektora budowniczego Jana Marcina Pohlmanna. W tym samym czasie wzniesiono także zespół kupieckich kamienic przylegających do ratusza. W roku 1899 siedzibę władz miejskich przebudowano po raz kolejny. W czasie II wojny światowej ratusz został całkowicie zniszczony, po wojnie odbudowano go w poprzednim kształcie i oddano do użytku w roku 1968.

## Architektura
Ratusz posiada cechy baroku i klasycyzmu i jest złożony z głównego budynku oraz z piętrowych domów, przybudowanych w miejscu dawnych kramów. Nad bryłą nakrytą mansardowym dachem góruje klasycystyczna wieża, w dolnej części szersza, wyżej nieco węższa, ozdobiona pilastrami i płycinami, posiadająca tarcze zegarowe i nakryta stożkowym hełmem. Na osi budynku znajduje się wejście z dwubiegowymi schodami, ponad nim są kartusze z herbem miasta i orłem Habsburgów, oraz inskrypcją dotyczącą odbudowy miasta po pożarze w 1719 roku. Ratusz posiada trójkątny szczyt o falistych liniach ze spływami wolutowymi, zwieńczony belkowaniem i okrągłymi płycinami. Wejście do piwnic prowadzi przez zamknięty półkoliście renesansowy portal, ozdobiony ornamentami roślinnymi. Ponad nim znajdują się dwa kartusze z herbami księstwa brzeskiego i Byczyny. We wnętrzach zachowały się oryginalne pomieszczenia ze sklepieniami kolebkowymi z lunetami.

Obecnie ratusz jest siedzibą władz miasta i apteki, a w zabytkowych podziemiach jest stylowa kawiarnia.